# 香港紅葉

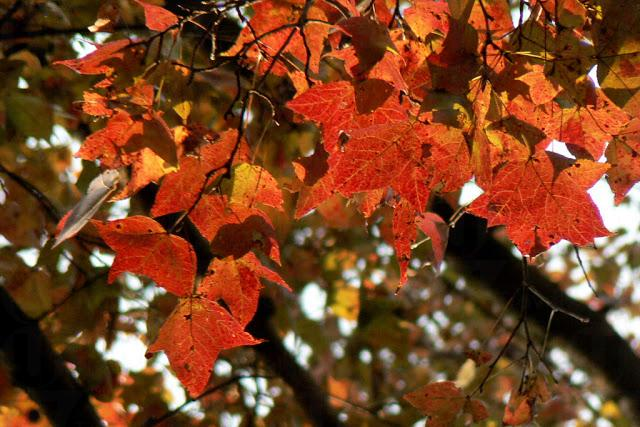
大埔滘自然護理區紅葉

香港紅葉指在香港的紅葉樹種樹葉。

## 香港紅葉種類
香港的紅葉其實並非楓樹（屬槭樹科）的楓葉，而是來自楓香樹。由於兩者的樹葉外形相近，且會在秋天變成紅色，所以香港紅葉常被誤為是來自楓樹。其實，楓葉一般為掌狀五裂，而楓香樹樹葉多為三裂掌狀，香港紅葉主要是楓香樹品種。其他香港紅葉樹種另有欖仁樹、野漆樹、槭樹、山烏桕、落羽松和水杉等。各種樹葉外形不一，各顯美態。

## 觀賞期
踏入秋冬，楓香樹的綠葉會因氣溫下降而轉化爲紅色。隨著季節變遷，香港紅葉一般會在 11 月中旬至 12 月開始轉色，葉色由綠呈紅。香港紅葉的轉色期會因應天氣而有所不同。2012年，香港紅葉盛放的時間延遲到12月至1月。2013年香港紅葉盛放之時，約在11月中旬。根據香港天文台「2014年秋季季度預報」，香港當年秋季的氣溫會趨向正常至偏高，導致紅葉轉色期延遲到12月至1月。

## 觀賞地點

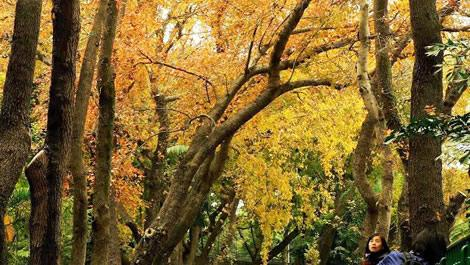
香港動植物公園

- 新界區
  - 元朗大棠
  - 青衣公園
  - 城門水塘
  - 大埔滘自然護理區
  - 中文大學

- 港島區
  - 中央圖書館
  - 香港動植物公園
  - 香港公園
  - 港大蒙國平花園

- 九龍區
  - 九龍寨城公園
  - 根德道花園

## 2013年香港紅葉熱潮
香港賞紅人潮連年增加，2013年更掀起一股賞紅熱。紅葉勝地元朗大棠人頭湧湧，熱鬧非常。

## 外部連結
- 香港元朗大棠紅葉 （页面存档备份，存于）